# Comuna Saiinka, Cernivți
Saiinka (în ucraineană Саїнка) este o comună în raionul Cernivți, regiunea Vinnița, Ucraina, formată din satele Saiinka (reședința) și Vivcearnea.

## Demografie
Componența lingvistică a satului Saiinka
     Ucraineană (99,48%)
     Alte limbi (0,41%)
Conform recensământului din 2001, majoritatea populației satului Saiinka era vorbitoare de ucraineană (99,48%), existând în minoritate și vorbitori de alte limbi.